# Sebastian Englert
Sebastian Englert, původním jménem Anton Franz Englert (17. listopadu 1888 Dillingen an der Donau – 8. ledna 1969 New Orleans), byl německý misionář, člen Řádu menších bratří kapucínů a odborník na jazyk a kulturu Velikonočního ostrova.
Byl čtvrtým ze sedmnácti dětí gymnaziálního profesora klasických jazyků Sebastiana Englerta. V roce 1907 maturoval na gymnáziu v Eichstättu a vstoupil do kapucínského řádu. V roce 1912 byl vysvěcen na kněze, za první světové války byl vojenským kaplanem.
V roce 1922 odjel na misii do Villariky v Chile, kde se stal odborníkem na život místních Mapučů. V roce 1935 odcestoval ve službách Chilské pontifikální katolické univerzity na Velikonoční ostrov, kde od roku 1937 až do své smrti vedl samostatnou farnost. Učil také místní děti, pečoval o malomocné, sbíral lidovou slovesnost, vedl vykopávky, pořídil soupis soch moai a sestavil první slovník rapanuištiny. Své výzkumy shrnul roku 1948 v knize La Tierra de Hotu Matu'a. Spolupracoval s expedicí Thora Heyerdahla, který jej označil za nekorunovaného krále ostrova. Zemřel během přednáškového turné po Spojených státech a byl pohřben v Tahai na Velikonočním ostrově.
Obdržel Záslužný řád Spolkové republiky Německo, Řád Bernarda O'Higginse a Řád svatého Olafa, byl čestným členem organizace World Monuments Fund a v metropoli Velikonočního ostrova Hanga Roa je po něm pojmenována hlavní ulice i antropologické muzeum.